# ポンデロモーティブ力
物理学において、ポンデロモーティブ力 (ポンデロモーティブりょく 英: ponderomotive force) とは強度が一様でない振動電磁場下におかれた荷電粒子が感じる非線形な力のことをいう。動重力と漢語訳されることもある。
ポンデロモーティブ力 Fp は以下の式のように表わされる。
{\displaystyle {\boldsymbol {F}}_{\text{p}}=-{\frac {e^{2}}{4m\omega ^{2}}}\nabla (E^{2})}
e は粒子のもつ電荷、 m は質量、 ω は振動電磁場の角周波数、 E は電場の振幅をあらわす。周波数が十分に低い場合、磁場の及ぼす力は非常に小さい。
この等式は荷電粒子が非一様な振動電磁場下におかれたとき、電磁場の角周波数 ω で振動するだけでなく、 Fp により振幅の小さい方向へ加速されることを示している。この力はローレンツ力などと異なり力の向きが電荷の正負によらず一定であり、この点で珍しい。
ポンデロモーティブ力のメカニズムは、振動電磁場下における電荷の運動を考えれば容易に理解できる。電磁場が一様な場合、電荷は一周期後には元の位置に戻る。しかし一様でない場合は、電荷が振幅の大きい領域にいる半周期の間に働く力は振幅の小さい領域へと向かう。振幅の小さい領域にいる半周期の間に働く力は振幅の大きい領域へと向うが、その大きさは小さい。結果として、一周期の間に働く力を平均すると電荷は振幅の小さい領域へと向う力を受けることとなる。

## 導出
ポンデロモーティブ力は次のように導出される。
ある粒子に x-方向に周波数 ω で振動する電場が働いているものとする。このとき、運動方程式は以下のようになる。
{\displaystyle {\ddot {x}}=g(x)\cos(\omega t)}
ここで、振動磁場の影響は無視するものとする。
変位 g(x) が十分に大きければ、粒子のトラジェクトリは遅い運動と速い運動に以下のように分割することができる。
{\displaystyle x=x_{0}+x_{1}}
ここで x0 は遅いドリフト運動を、x1 は速い振動を表わす。ここで、x1 ≪ x0  と仮定すると、運動方程式中の力の項を x0 について一次までテイラー展開して以下の式を得る。
{\displaystyle {\ddot {x_{0}}}+{\ddot {x_{1}}}=\left[g(x_{0})+x_{1}g'(x_{0})\right]\cos(\omega t)}
 ≪  かつ x1 は小さいので、g(x0) ≫x1g′(x0) が成り立ち、よって
{\displaystyle {\ddot {x_{1}}}=g(x_{0})\cos(\omega t)}
x1 の表わす振動のタイムスケールでは x0 は定数と見做せる。よって、上の式をまとめて以下の式を得る。
{\displaystyle x_{1}=-{\frac {g(x_{0})}{\omega ^{2}}}\cos(\omega t)}
運動方程式にこれを代入し、 2π/ω のタイムスケールで平均すると、以下を得る。
{\displaystyle {\ddot {x_{0}}}=-{\frac {g(x_{0})g'(x_{0})}{2\omega ^{2}}}}
{\displaystyle \Rightarrow {\ddot {x_{0}}}=-{\frac {1}{4\omega ^{2}}}\left.{\frac {d}{dx}}\left[g(x)^{2}\right]\right|_{x=x_{0}}}
このように、一様でない振動電場下における荷電粒子のドリフト運動を記述することができる。

## 時間平均密度
単一の荷電粒子だけではなく、荷電粒子気体もこの力によって閉じ込められる。荷電粒子気体はプラズマと呼ばれる。プラズマの密度分布関数は振動電磁場を印加するとゆらぐため、厳密解を求めるためにはウラソフ方程式を解く必要がある。しかし、プラズマの時間平均密度は単一の荷電粒子に対するポンデロモーティブ力の表式を用いて直接求めることができるとすることが多い。
{\displaystyle {\bar {n}}(x)=n_{0}\exp \left[-{\frac {e}{\kappa T}}\Phi _{\text{P}}(x)\right]}
ここで、 ΦP は以下に与えられるポンデロモーティブポテンシャルである。
{\displaystyle \Phi _{\text{P}}(x)={\frac {m}{4\omega ^{2}}}\left[g(x)\right]^{2}}

## 一般化ポンデロモーティブ力
振動電磁場だけではなく、定常電場も印加されている場合を考える。この場合、荷電粒子の運動方程式は以下のように変わる。
{\displaystyle {\ddot {x}}=h(x)+g(x)\cos(\omega t)}
上式を解くために、h(x)=0 の場合と似た仮定を置く。すると、一般化されたドリフト運動の運動方程式が以下のように得られる。
{\displaystyle {\ddot {x_{0}}}=h(x_{0})-{\frac {g(x_{0})g'(x_{0})}{2\omega ^{2}}}}

## 応用
ポンデロモーティブ力による振動電場下の粒子運動の説明は次のような分野に応用される。
1. 四重極イオントラップ
2. プラズマ加速
3. プラズマ推進エンジン（英語版）、特に無電極プラズマ推進器（英語版）
4. 高次高調波発生
5. テラヘルツ時間領域分光（レーザー誘起プラズマ発光による高エネルギーテラヘルツ光発生源として）

また、ポンデロモーティブ力はレーザー誘起プラズマの密度低下の主因として重要である。

### 書籍
- Schmidt, George (1979). Physics of High Temperature Plasmas (second ed.). Academic Press. p. 47. ISBN 0-12-626660-3
- Nicholson, Dwight R. (1983). Introduction to Plasma Theory (second ed.). Wiley Publications. ISBN 0-471-09045-X

### 定期刊行物
- Krapchev, V. B. (1979). “Kinetic Theory of the Ponderomotive Effects in a Plasma”. Phys. Rev. Lett. 42:  497. doi:10.1103/PhysRevLett.42.497.
- J. R. Cary; A. N. Kaufman (1981). “Ponderomotive effects in collisionless plasma: A Lie transform approach”. Phys. Fluids 24:  1238. doi:10.1063/1.863527.
- C. Grebogi; R. G. Littlejohn (1984). “Relativistic ponderomotive Hamiltonian”. Phys. Fluids 27:  1996. doi:10.1063/1.864855.
- G. J. Morales; Y. C. Lee (1974). “Ponderomotive-Force Effects in a Nonuniform Plasma”. Phys. Rev. Lett. 33:  1016. doi:10.1103/PhysRevLett.33.1016.
- B. M. Lamb; G. J. Morales (1983). “Ponderomotive effects in nonneutral plasmas”. Phys. Fluids 26:  3488. doi:10.1063/1.864132.
- K. Shah; H. Ramachandran (2008). “Analytic, nonlinearly exact solutions for an rf confined plasma”. Phys. Plasmas 15:  062303. doi:10.1063/1.2926632.
- P. H. Bucksbaum; R. R. Freeman; M. Bashkansky; T. J. McIlrath (1987). “Role of the ponderomotive potential in above-threshold ionization”. J. Opt. Soc. Am. B 4:  760. doi:10.1364/JOSAB.4.000760.